# La Nativité (Campin)
La Nativité est l'une des œuvres les plus célèbres du peintre flamand Robert Campin, également connu sous le nom de « Maître de Flémalle ». 
Cette huile sur panneau, exposée au musée des beaux-arts de Dijon depuis 1828, comporte quelques différences avec d'autres œuvres sur le même thème : la scène est représentée de jour et figure les sages-femmes, Zelemi et Salomé, des personnages qui apparaissent dans les Évangiles apocryphes. En plus de la scène de la Nativité, l'œuvre représente l'adoration des bergers qui apparaissent à la fenêtre de l'étable, avec moins d'importance que dans les œuvres semblables ; un autre aspect inhabituel est la position du bœuf, peint au fond de l'étable, tournant le dos à l'Enfant Jésus, au lieu de le réchauffer avec son souffle. Joseph n'est pas — ici — un personnage secondaire, et joue un rôle actif, tenant un cierge, un des nombreux symboles contenus dans ce tableau. Le paysage à l'arrière-plan multiplie les recherches novatrices, et rappelle clairement ceux de Flandre ou de Bourgogne.
Ce tableau a probablement été commandé par le duc de Bourgogne pour la chartreuse de Champmol.

## Le contexte de l’œuvre

### Le peintre: Robert Campin

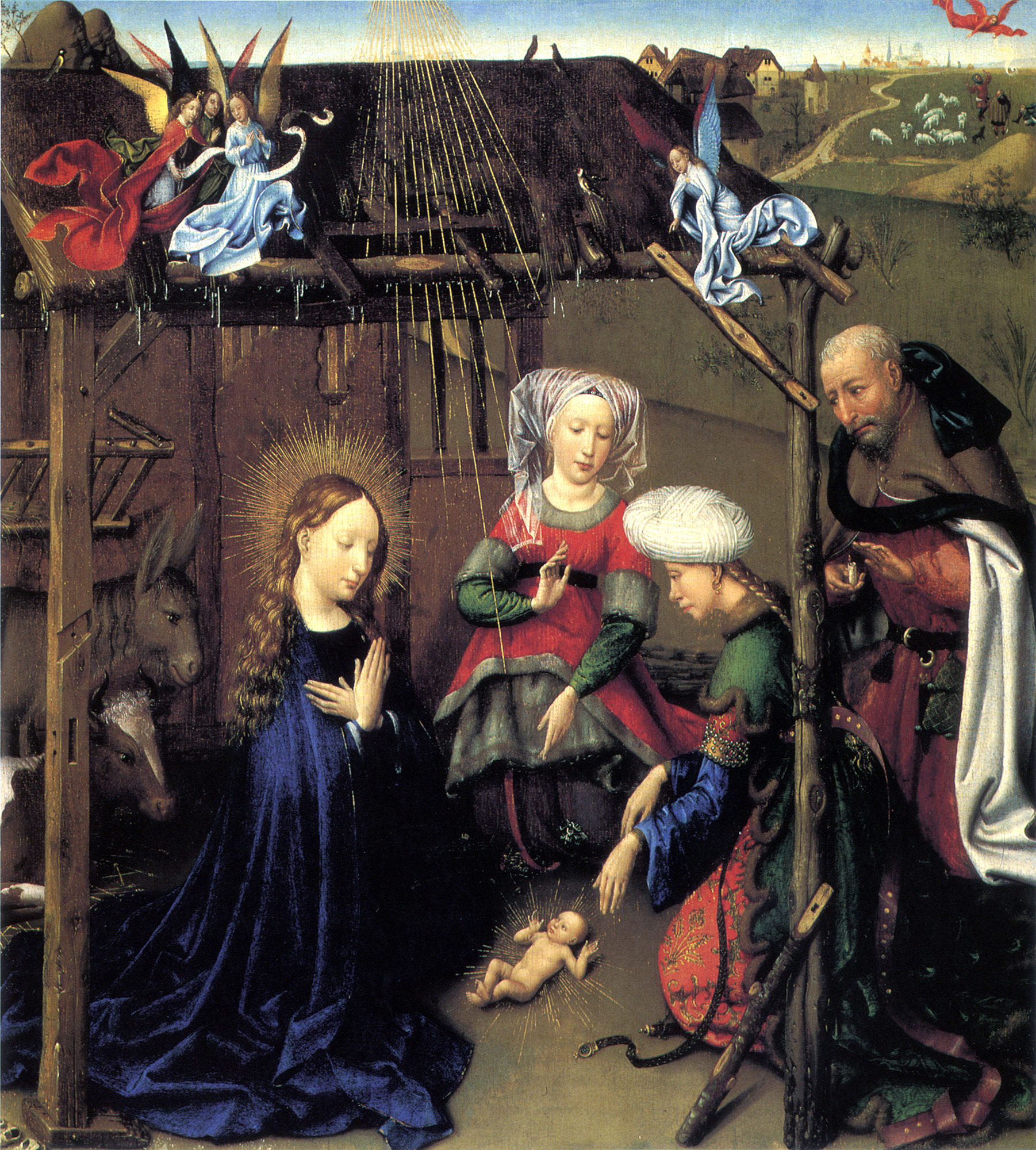
La Nativité, Jacques Daret (1434)

Si l'appartenance du tableau à l'école flamande est reconnue dès son acquisition par le musée des beaux-arts de Dijon en 1828, son attribution sera longuement discutée et ce n'est qu'en 1898 que la Nativité de Dijon fut considérée comme une œuvre caractéristique du « Maître de Flémalle », reconnu en 1909 pour être Robert Campin. 
Né à Valenciennes (comté de Hainaut) vers 1378 et mort à Tournai le 26 avril 1444, Robert Campin est un peintre et sculpteur gothique flamand ; il est considéré, avec les frères Hubert et Jan van Eyck, comme le fondateur de l'école flamande de la pré-Renaissance, un mouvement connu sous le nom de primitifs flamands.
Campin, au lieu de peindre a tempera, va expérimenter la technique de la peinture à l'huile — ce qui est alors considéré comme une innovation —, pour obtenir la luminosité et la brillance caractéristique des peintures de cette période. Il va abandonner les formes stylisées de la peinture gothique internationale, en y ajoutant une dose de réalisme, ce qui aura une influence majeure sur la génération d'artistes suivante, l'une des plus importantes de la peinture flamande.
De son atelier sortiront des maîtres tels que Rogier van der Weyden et Jacques Daret.

### Place de l’œuvre dans son contexte historique

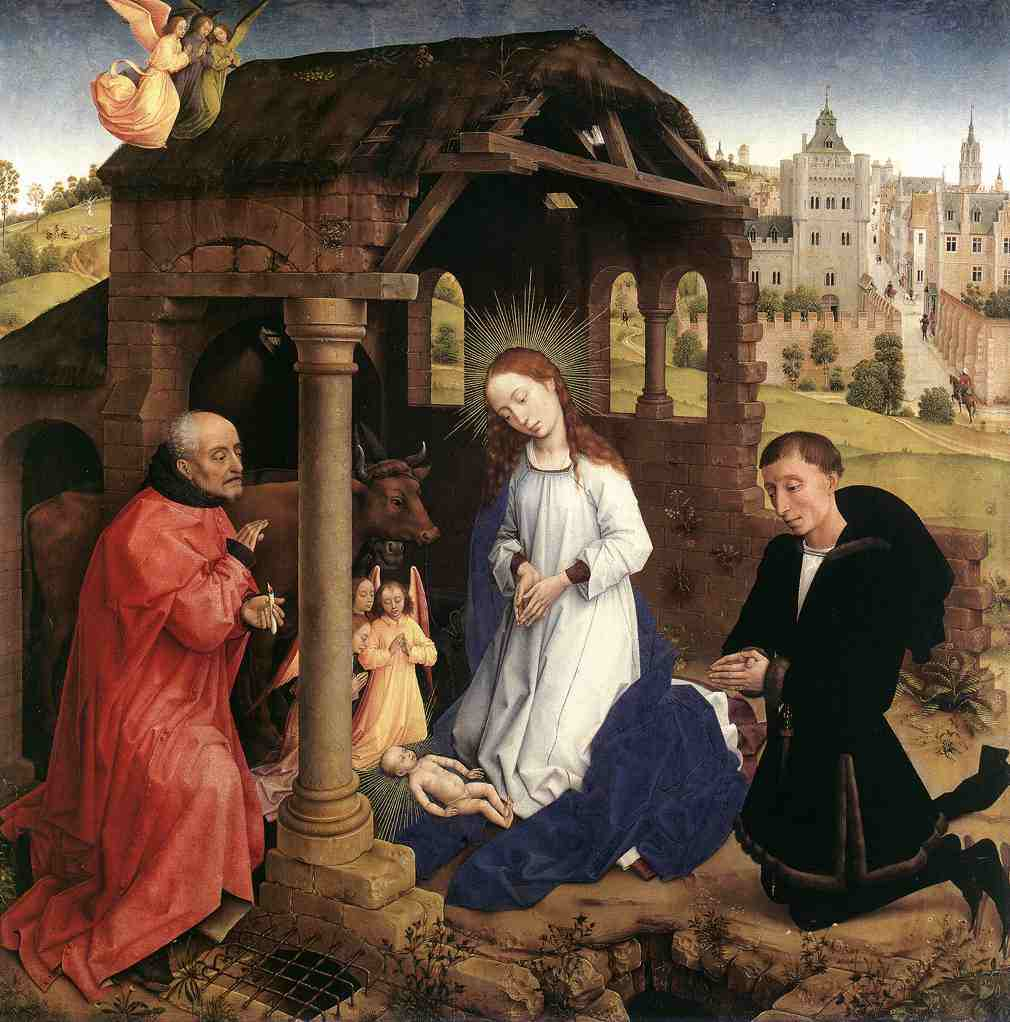
La Nativité de Rogier van der Weyden (ca 1445-1450) a une composition très similaires, mais avec des personnages différents.

L’œuvre est peinte en Flandre au XVe siècle. À cette époque, la société flamande est en plein développement, avec une économie basée sur les produits textiles de luxe et sur le commerce, elle bénéficie de la position stratégique de la région : au centre des grandes routes commerciales médiévales qui allaient du nord de l'Italie jusqu'en France et aux pays bordant l'Atlantique nord — l'Angleterre et les pays nordiques — et des routes maritimes qui allaient de la mer du Nord jusqu'au golfe de Gascogne. La bourgeoisie flamande de cette époque apprécie le luxe et les arts, ces derniers se développent en parallèle du développement économique et intellectuel. Ces œuvres, que l'on appelle « œuvres de dévotion », étaient destinées à l'usage personnel de ces riches bourgeois, c'est-à-dire, qu'elles étaient conçues pour décorer l'intérieur de leurs maisons ou leurs chapelles privées. Pour ces raisons, la peinture était considérée comme une technique idéale, facile à réaliser, peu coûteuse et à même de satisfaire les goûts bourgeois.

### Le style
L’œuvre est réalisée dans le style des primitifs flamands. L'école de peinture flamande sera la plus importante du monde, du début du XVe siècle jusqu'au XVIIIe siècle. Pour distinguer cette période du début du XVe siècle les historiens de l'art vont utiliser la dénomination d'« École des Primitifs Flamands ». Cette école peindra surtout des tableaux sur des thèmes religieux, ou des scènes de genre, mais a également développé le portrait et le paysage. Les peintres de l'époque utilisent la peinture à l'huile et leur style est caractérisé par la rigueur, la minutie et l'attention portée aux détails dans la reproduction des objets et des paysages. Parmi les artistes les plus importants de cette école, se détachent Robert Campin — l'auteur de ce tableau —, Jan van Eyck, Roger van der Weyden — disciple de Campin — et Petrus Christus. En Catalogne, ce style influence Lluís Dalmau, l'auteur de La Mare de Déu dels Consellers après avoir travaillé un temps dans l'atelier de Jan van Eyck.
Vasari attribue à Jan van Eyck la découverte de la technique de la peinture à l'huile dont Robert Campin va se servir pour cette œuvre ; bien plus tard, il sera démontré que cette hypothèse était infondée parce que l'utilisation de l'huile comme un fixateur des pigments était utilisée dans les œuvres picturales dès le XIIIe siècle. Ce qui est remarquable chez Van Eyck, c'est la façon avec laquelle il a transformé cette technique et l'a menée à un degré de perfection rarement égalé, en utilisant l'huile de lin. L'huile de lin, mélangée à d'autres solvants et vernis, et appliquée en couches successives, permettait de donner de la profondeur aux couleurs et facilitait les retouches.

## Le thème: la Nativité de Jésus

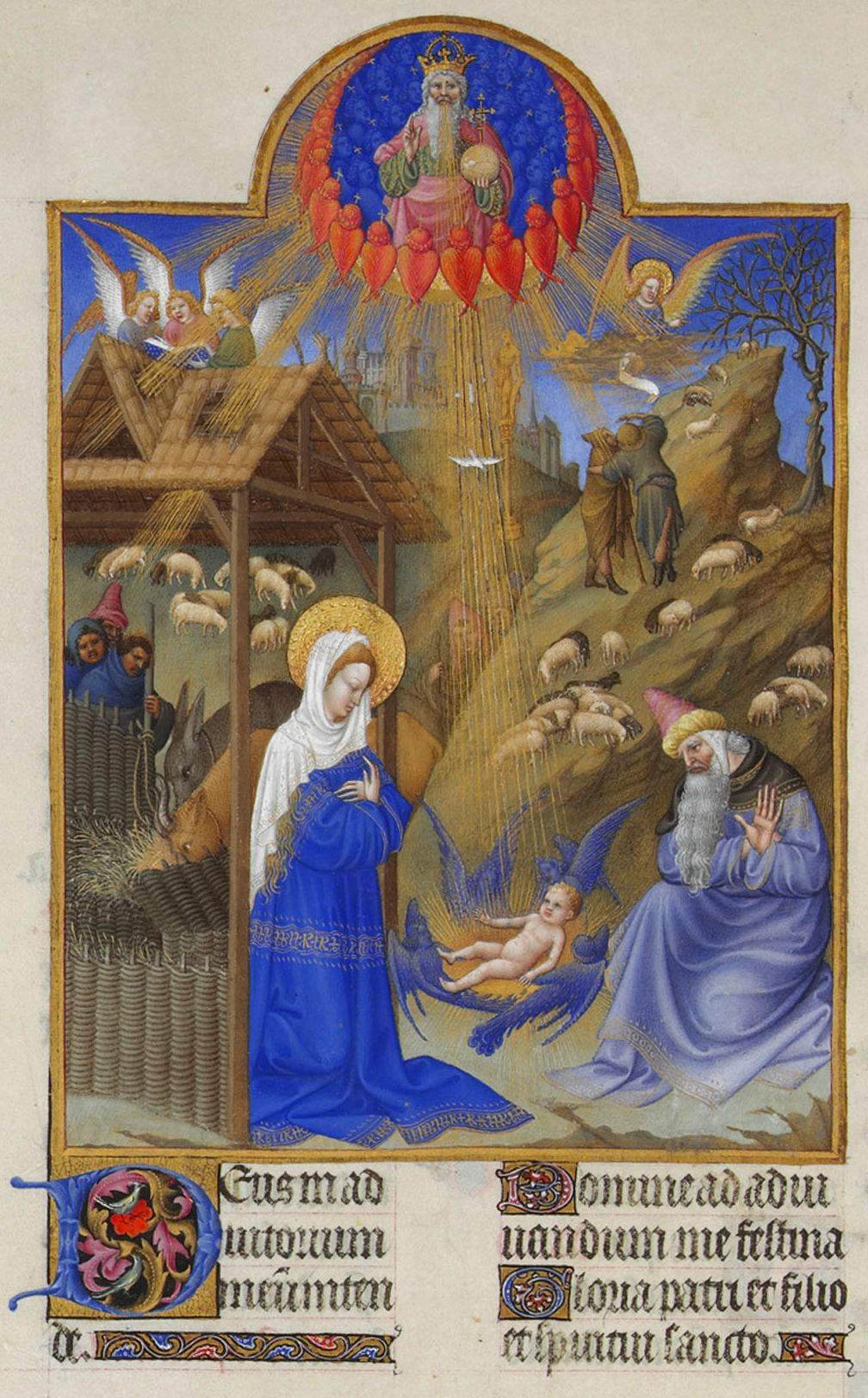
La Nativité, f.44v des Très Riches Heures du duc de Berry, par les frères de Limbourg (vers 1411-1416). La miniature offre le même point de vue et le même emplacement des anges et des bergers

Le thème de ce tableau est la Nativité de Jésus, l'épisode biblique qui raconte la naissance de Jésus, les circonstances qui conduisent ses parents à se trouver à Bethléem au moment de l'accouchement ; et, enfin, l'intervention et la diffusion de la nouvelle par les anges.
L'histoire, racontée dans l'Évangile selon Luc, explique comment Marie et Joseph se rendaient à Bethléem pour s'y faire recenser conformément à l'édit de César Auguste lorsque la Vierge Marie commence à accoucher. Incapables de trouver un logement, ils s'installent dans une étable. Après sa naissance, l'Enfant Jésus enveloppé dans ses langes, est placé dans une auge destinée au bétail. Les anges présents pour la naissance du nouveau messie vont diffuser la bonne parole.
Le représentation de cette scène dans l'art a évolué au fil du temps. Jusqu'au XIVe siècle, la Vierge est représentée couchée dans son lit alors qu'elle apparaît plus tard à genoux, adorant l'enfant, ou assise à ses côtés. Saint Joseph était initialement représenté comme un personnage secondaire d'aspect triste, mais la manière de le représenter évolue elle aussi et il est peint en train de réaliser des gestes d'adoration de Marie. L’Enfant Jésus est représenté tour à tour, au sein d'un panier posé sur une mangeoire, sur une botte de foin, sur une feuille ou sur le manteau de Marie. Il porte traditionnellement des langes, bien que dans cette période, il est fréquent qu'il soit peint nu. Au cours de la Renaissance, l'Enfant Jésus est représenté faisant le geste de bénédiction. Les anges chantant Gloria in Excelsis Deo commencent à apparaître à partir du VIe siècle. Le bœuf et l'âne apparaissent bien plus tôt, dès l'année 343 et plusieurs études vont associer ces animaux au judaïsme (le bœuf) et au paganisme (l'âne) interprétant le texte d'Isaïe sur Dieu : « Le bœuf connaît son possesseur, et l'âne la crèche de son maître, Israël ne connaît pas, mon peuple ne comprend pas,. »

## Description de l’œuvre
L’œuvre synthétise trois épisodes différents de la Nativité du Christ et puise à plusieurs traditions : le récit de la naissance de Jésus et l'adoration des bergers sont tirés des Évangiles ; la légende des accoucheuses est décrite dans les Évangiles apocryphes, et en particulier dans le Protévangile de Jacques. Pour cette raison, en plus des personnages de la Sainte Famille, sont présents les deux accoucheuses Zelemi et Salomé, trois bergers et quatre anges. Dans l'arrière-plan, le spectateur peut voir un paysage très détaillé avec une ville fortifiée au sommet d'une montagne.
Bien que la naissance ait eu lieu de nuit, la scène est représentée à l'aube, un symbole qui fait de la naissance de Jésus la lumière qui efface la noirceur des ténèbres. Cette interprétation diffère des scènes semblables que l'on retrouve dans la peinture italienne de la même époque.

## Analyse de l’œuvre

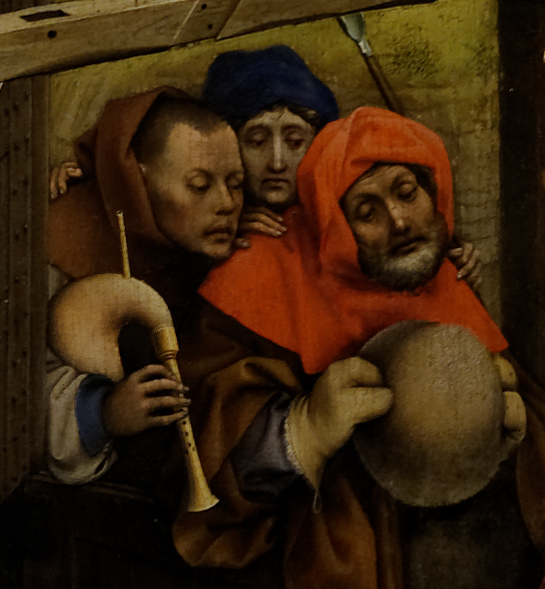
Trois bergers, venus adorer l'Enfant, assistent à la scène par une fenêtre de l'étable dans une composition centrale « en tableau dans le tableau ».

### Les influences
La composition de ce tableau est influencée par les miniatures franco-flamandes de style italianisant, en particulier la miniature La Nativité issue des Très Riches Heures du duc de Berry des frères de Limbourg. Les deux œuvres présentent des similarités quant au point de vue oblique adopté par l'artiste, les anges sont dans la même configuration, trois à gauche au-dessus du toit de la grange et un autre sur la droite, tandis que les bergers apparaissent derrière la grange.
La grange ouverte à tous les vents traduit, de la part de l'artiste, une recherche de perspective. La grange rappelle celle représentée dans le Triptyque de Mérode avec une composition qui ressemble à une boîte sans parois. Grâce à ces stratagèmes, il obtient une perspective oblique, à l'image de celle que l'on peut observer dans sa Vierge à l'Enfant devant la cheminée (National Gallery de Londres).
La crèche est une construction non seulement modeste, mais qui tombe en ruine, et dont les murs brisés laissent voir le bœuf et l'âne qui tournent le dos à la scène, chose inhabituelle qui contraste avec l'iconographie classique qui présente les animaux entourant l'Enfant Jésus et en train de le réchauffer de leur souffle. Sur le toit de paille, se tiennent trois anges, et un quatrième est devant la crèche comme suspendu au-dessus de la scène principale tenant un message pour l'accoucheuse Salomé écrit sur une phylactère. L'artiste soigne le réalisme de l’œuvre à travers la multiplication de détails, tels que — par exemple — la texture et les veines du bois qui a été utilisé pour construire la crèche. Campin pousse la minutie jusqu'à représenter les fissures, les trous et l'usure due au temps, sur le vieux bois. On retrouve un traitement qui ressemble à la croix des Martyrs de saint Denis de Jean Malouel. Dans le chaume du toit de la crèche, des épis de blé sont encore présents, un élément qui se rapporte à l'Eucharistie pour interpréter la présence des personnages dans la crèche, dans la « maison du pain » (Bethléem en hébreu) et c'est par l'Eucharistie que Jésus est devenu le « pain de vie ». Cela aurait une influence sur l'iconographie du retable Portinari de Van der Goes et de L'Adoration des Mages de Van der Weyden.

### La Vierge et l'Enfant Jésus

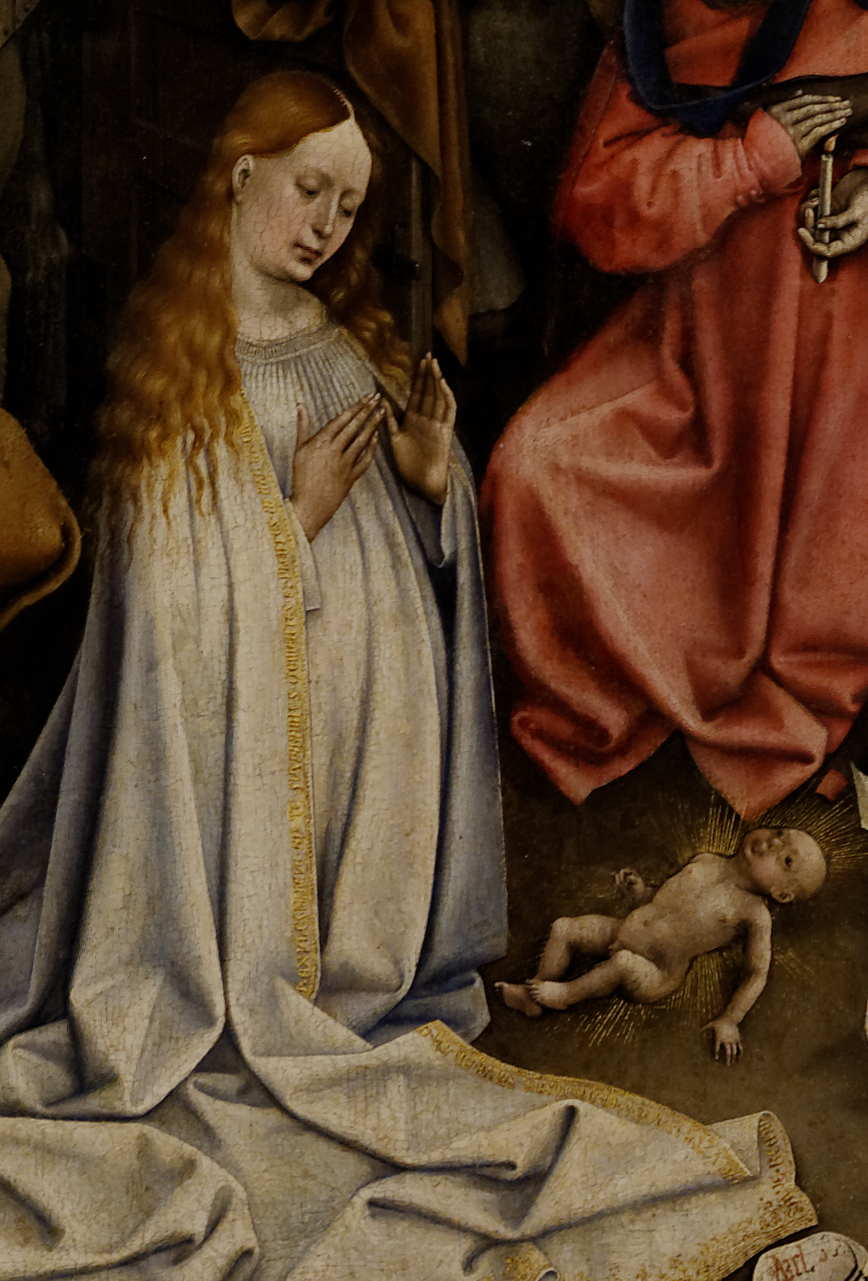
Détail de la Vierge et de l'Enfant Jésus

Sous un édifice de bois en ruine, la Vierge est à genoux avec les mains levées dans un geste connu sous le nom d’expansis manibus. Elle porte une tunique blanche avec un manteau de la même couleur orné de broderies d'or, ce qui rompt avec les représentations antérieures dans lesquelles Marie est vêtue de bleu céleste ; ses cheveux roux flottent sur ses épaules. Ces détails correspondent à la vision de Brigitte de Suède lorsqu'elle visita la grotte de la Nativité à Béthléem en 1372. La présence sur le manteau de la Vierge de la prière du Salve Regina, dévotion chère à Philippe le Bon a pu être présentée comme un argument pour étayer l'hypothèse d'un don du duc à la chartreuse de Champmol.
L’Enfant Jésus est couché à même la terre battue aux pieds de Marie, et son corps est entouré d'un nimbe. Contrairement à ce que décrit l'Évangile selon Luc, il est représenté ici dépouillé de tout vêtement, comme sur la miniature des frères de Limbourg.

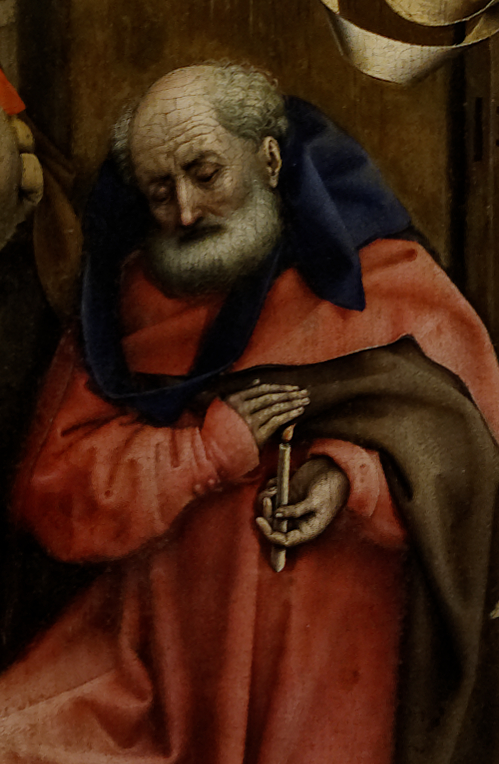
Saint Joseph avec le cierge de Sainte Brigitte.

Trois anges, au-dessus de l'étable, chantent le Gloria dont les paroles sont inscrites sur leur phylactère,. La nudité de l'enfant et l'assistance des anges vêtus de différents habits des ministres — semblables à ceux revêtus lors d'une messe solennelle, placent l'Enfant Jésus dans le rôle de la messe éternelle au cours de laquelle il sacrifie son propre corps. Les trois anges à gauche sont vêtus de bleu, de vert et de rouge. Les deux premières couleurs étaient liées, au Moyen Âge, à la vertu suprême qu'est l'espoir et le rouge à la charité. Une combinaison qui symbolise directement l'espérance du salut avec la venue de Jésus et son sacrifice pour l'amour de toute l'humanité.
La lumière qui irradie de l'Enfant éclipse la lumière du soleil dans le ciel comme celle de la bougie de Joseph.

### Joseph
Joseph n'est pas — ici — un personnage secondaire, mais un vénérable vieillard. Il tient d'une main une bougie qu'il protège du vent de l'autre, la bougie est censée rappeler au spectateur — bien que la scène soit représentée à l'aube — que Jésus est né dans la nuit et que l'obscurité fait place à la lumière. Cette représentation de Joseph doit être mise en parallèle avec la révélation de sainte Brigitte de Suède (XIVe siècle). Dans cette révélation, le symbole du cierge tenu par Joseph apparaît pour la première fois.
Par ailleurs, la figure du Joseph de la Présentation au Temple, œuvre bourguignonne du milieu du XVe siècle, provenant de Champmol, semble être le parfait écho du Joseph de la Nativité de Campin, ce qui plaide pour la présence ancienne du tableau en Bourgogne.

### Le paysage en arrière-plan

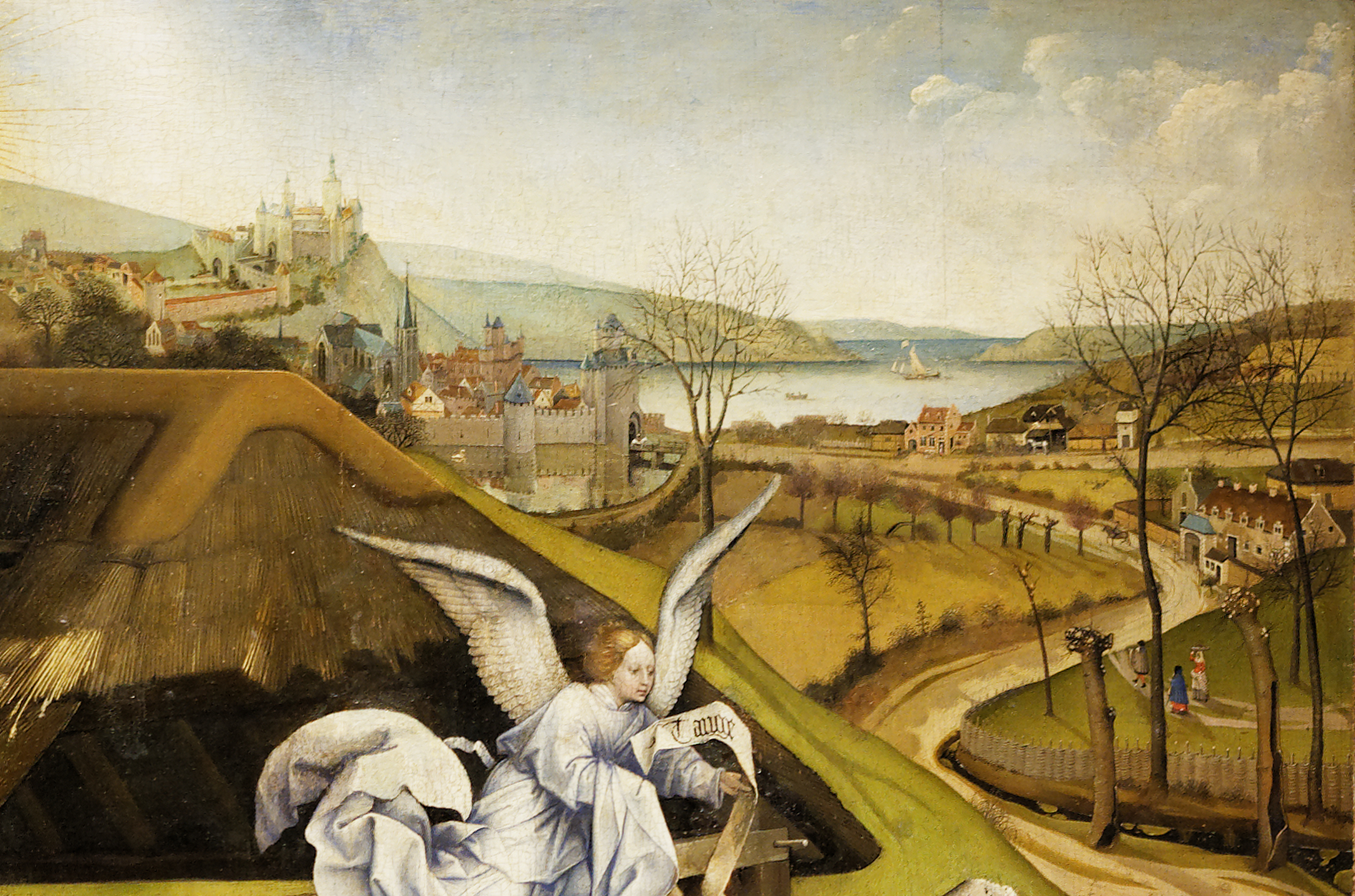
Paysage à l'arrière-plan

Le point de vue du spectateur est élevé par rapport au sol introduisant une perspective plus intégrale de la scène ; et permettant ainsi de reproduire un paysage derrière la scène principale. Un des éléments novateurs est le souci des détails dont fait preuve l'artiste. Campin se sert du petit chemin zigzaguant à côté d'un ruisseau qui apparaît derrière Salomé et mène à la ville fortifiée comme d'un guide visuel qui captive l'attention du spectateur.
Le long du chemin, poussent des saules et d'autres grands arbres ; un homme et une femme vêtus de capes sont accompagnés par un paysan avec un panier d'œufs sur la tête, et rejoignent un autre chemin latéral qui traverse une prairie entourée d'une clôture de pieux. Plus loin, le long de la route, se trouve un couvent dont la cour est fermée par de hauts murs et, encore plus loin un petit groupe de maisons, fermes et auberge, à côté d'un lac niché entre des collines et un vignoble, perché sur une colline, une autre référence à l'Eucharistie. À gauche de la route, s'élève une ville fortifiée, serrée dans ses remparts, avec de nombreux bâtiments splendides, dominée par une forteresse perchée sur un promontoire rocheux.
Les arbres ont perdu leurs feuilles mais l'absence de neige et l'eau qui court rappellent que les rigueurs de l'hiver sont passées : Noël suit de peu le solstice d'hiver et marque le triomphe progressif de la lumière sur l'ombre. Le soleil émerge de rochers aux formes tourmentées faisant écho à la liturgie de la messe de minuit qui compare le Sauveur aux lueurs de l'aube ; ses rayons peuvent être interprétées comme un symbole de renouveau et de la rédemption — sol invictus —.
Dans ces œuvres, Campin n'utilise pas souvent la nature comme toile de fond, mais il se révèle à travers ce tableau être également un peintre de paysages de qualité, qui était en mesure de recueillir non seulement les détails, mais les subtilités de l'atmosphère et la lumière

### Les accoucheuses

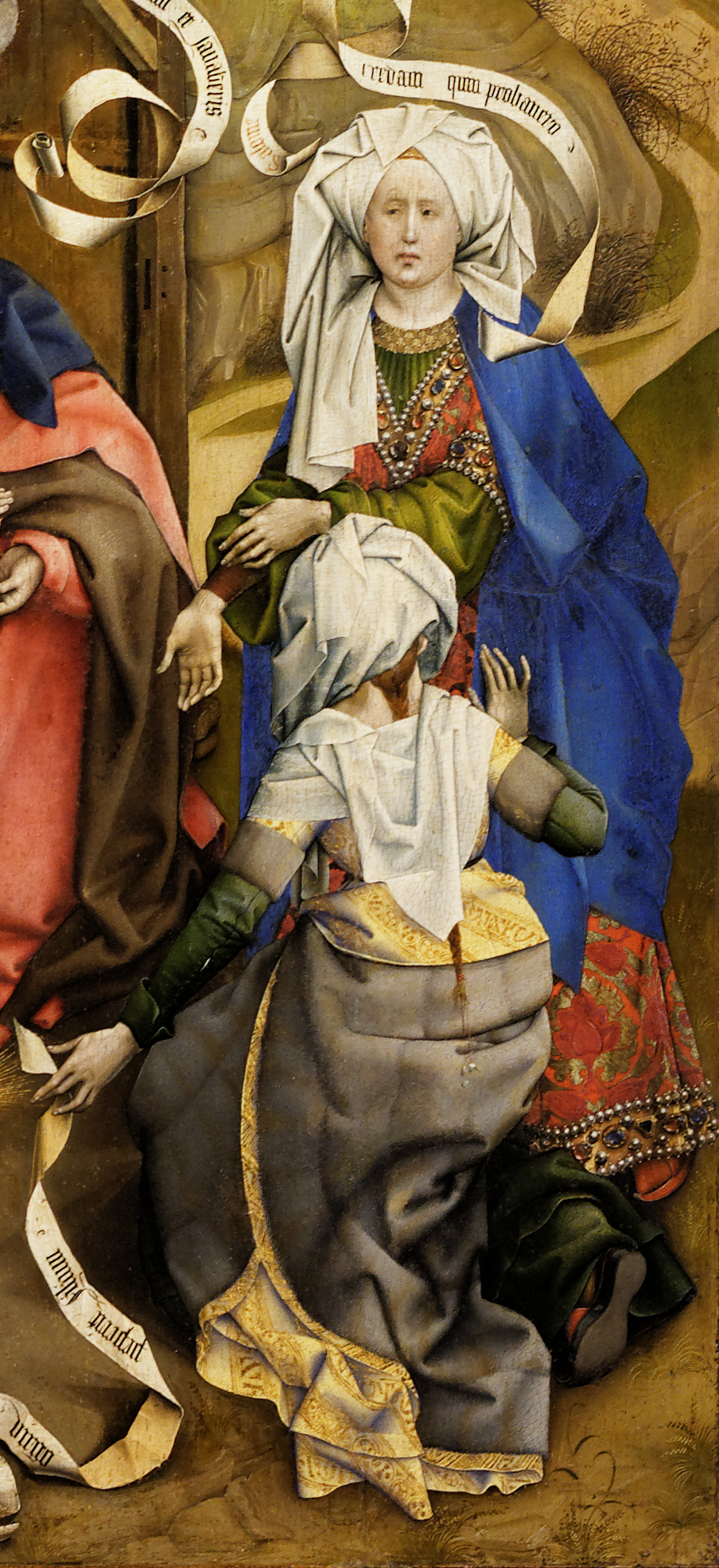
Les accoucheuses, Zelemi (de dos) et Salomé (de face)

À droite du tableau, les deux personnages en somptueux costumes sont les sages-femmes : Zelemi (Azel) - de dos - et Salomé - de face -. Elles sont identifiées par les phylactères qui portent leurs noms et leurs paroles,. Les accoucheuses sont décrites dans les Évangiles apocryphes dans un passage au cours duquel Joseph, voyant que l'accouchement était imminent, part demander de l'aide et trouve Zelemi, lui explique la situation, et la convainc de l'accompagner ; Salomé les rejoint plus tard. Ces femmes sont déjà représentées dans les peintures italiennes, baignant et habillant l'Enfant Jésus, des gestes différents de ceux peints par Campin.
Selon la Légende dorée, Zelemi reconnut que la naissance de Jésus n'avait pas altéré la virginité de Marie (VIRGO PERPERIT FILIUM), alors que Salomé refusa de le croire jusqu'à ce qu'elle en ait la preuve. Le phylactère déployé au-dessus de sa tête porte l'inscription latine « CREDAM QUIN PROBAVERO » (je ne croirai rien tant que ne n'aurai pas vérifié). Au même instant, elle essuie sa main droite qui se desséche, et l'artiste représente ce doute par une expression qui traduit l'inquiétude sur son visage. L'ange qui vole au-dessus d'elle soutient un autre phylactère sur lequel est inscrite une phrase qui répond à Salomé : « TANGE PUERUM ET SANAVERIS » (touche l'Enfant et tu seras guérie), ce qu'elle fait et retrouve alors l'usage de sa main ; c'est un miracle. 
Si les vêtements colorés des trois anges symbolisent le salut, l'ange vêtu de blanc, situé au-dessus des accoucheuses, est une référence à la foi.

## Une œuvre entre modernismes et archaïsmes
Le paysage de l'arrière-plan multiplie les recherches novatrices et constitue, selon l'ancienne conservatrice du musée Sophie Jugie, l'un des premiers paysages naturalistes de la peinture occidentale, après quelques expériences dans les années précédentes dans les manuscrits (notamment dans les miniatures des Heures du Maréchal de Boucicaut). Représenté à la place du fond d'or encore traditionnel à cette époque, il restitue aussi l'exacte description de la saison et de la lumière. Les couleurs s'atténuent au loin et la route qui serpente suggère la profondeur. Les personnages sont remarquables par le réalisme des visages et le rendu des matières. Le personnage placé de dos au premier plan attire l'attention sur la scène principale.
Pourtant l’œuvre soufre encore d'archaïsmes comme la juxtaposition de trois épisodes de la Nativité du Christ. La composition reste datée par certains aspects : rochers aux formes étranges, représentation de phylactères, transitions imparfaites entre les personnages et le paysage, coexistence de deux lumières (frontales au premier plan et celle du soleil), hauteur de l'horizon.